# Ryšín

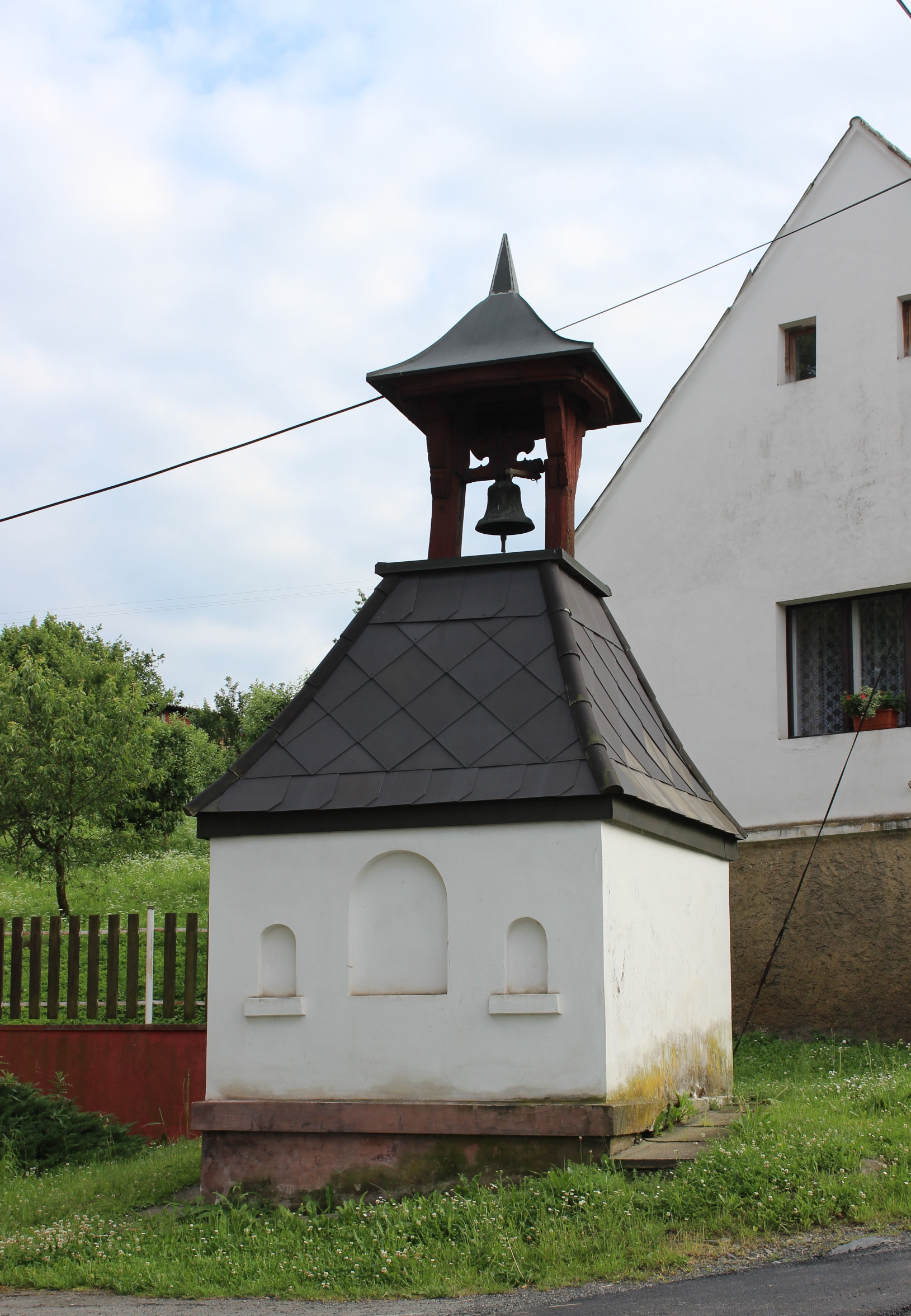
Glockenturm

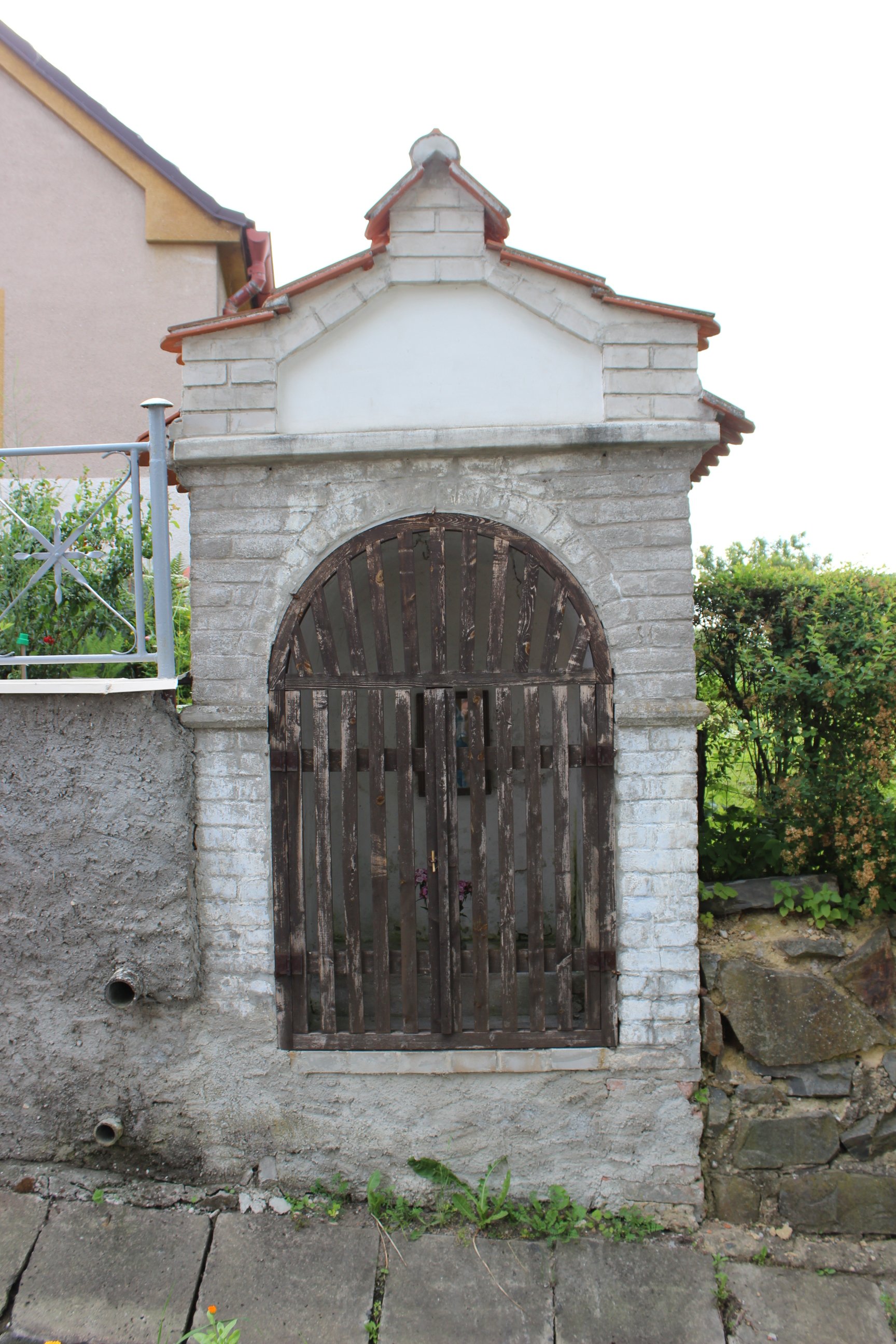
Nischenkapelle

Ryšín (deutsch Rischin) ist ein Ortsteil von Pavlíkov in Tschechien. Er liegt sechs Kilometer südöstlich von Rakovník und gehört zum Okres Rakovník.

## Geographie
Ryšín befindet sich in der Křivoklátská vrchovina am Rande des  Landschaftsschutzgebietes Křivoklátsko. Das Dorf liegt am Nordosthang des Hügels Klůček über dem Tal des Baches Rakovnický potok. Nordöstlich erhebt sich die Kopečka (428 m), im Osten die Vrchová (409 m), südöstlich die Na Kobyle (375 m) und die Radlice (405 m), im Süden die Ohrádka (443 m) sowie südwestlich der Klůček (433 m). Durch das Tal des Rakovnický potok verläuft die Bahnstrecke Beroun–Rakovník, die nächste Bahnstation Chlum u Rakovníka liegt in Dolní Chlum.
Nachbarorte sind Lužná, Skelná Huť und Belšanka im Norden, Štýlovna, Děvín, Doupno, Nový Dům und Marvany im Nordosten, Loučný Mlýn, Emilov und Kolonie im Osten, Míče, Městečko und Pustověty im Südosten, V Lybii und Lašovice im Süden, Všetaty und Pavlíkov im Südwesten, Horní Chlum im Westen sowie Krčelák, Huřviny und Dolní Chlum im Nordwesten.

## Geschichte
Das Dorf Richšín wurde im Jahre 1124 durch Herzog Vladislav I. gegründet und nach seiner Frau Richenza von Berg benannt. Im Laufe der Zeit änderte sich der Name des zur königlichen Burg Křivoklát gehörigen Dorfes in Ryšín.
Im Jahre 1685 verkaufte Leopold I. die Kronherrschaft Pürglitz an Ernst Joseph Graf von Waldstein. 1731 vererbte Johann Joseph Graf von Waldstein die Herrschaft an seine Tochter und Universalerbin Maria Anna Fürstin zu Fürstenberg, die sie 1756 testamentarisch mit der Herrschaft Kruschowitz und dem Gut Nischburg zu einem Familienfideikommiss von 400.000 Gulden vereinigte. Die eine Hälfte des Erbes fiel ihren Söhnen Joseph Wenzel zu Fürstenberg-Stühlingen und Karl Egon I. zu Fürstenberg zu, die andere ihren Töchtern Henriette Fürstin von Thurn und Taxis und Maria Theresia zu Fürstenberg. Als Fideikommisserben setzte sie ihren zweitgeborenen Sohn Karl Egon I. ein, der durch Ausgleich auch die Anteile seiner Geschwister erwarb. Im Jahre 1786 wurde durch den Religionsfonds in Stadtl eine Lokalie eingerichtet, die auch für Ryšín für die Begräbnisse zuständig wurde. Nach dem Tode von Karl Egon I. erbte 1787 dessen ältester Sohn Philipp Fürst zu Fürstenberg († 1790) den Besitz, ihm folgten seine Kinder Karl Gabriel zu Fürstenberg († 1799) und Leopoldine Prinzessin von Hessen-Rothenburg-Rheinfels. 1803 verzichteten die weiblichen Erben in einem Familienvergleich zugunsten des minderjährigen Karl Egon II. zu Fürstenberg und der fürstlichen und landgräflichen Häuser Fürstenberg; als Verwalter wurde bis zu dessen Volljährigkeit im Jahre 1817 Joachim Egon Landgraf von Fürstenberg eingesetzt.
Im Jahre 1843 bestand Rischin/Rissiny aus 27 Häusern mit 251 Einwohnern. Abseits lagen die Laučner Mühle (Loučný Mlýn) und die Hromadker Mühle. Pfarrort war Rakonitz, für die Begräbnisse war jedoch der Pfarrer in Stadtl zuständig. Bis zur Mitte des 19. Jahrhunderts blieb Rischin dem Fideikommiss Pürglitz untertänig.
Nach der Aufhebung der Patrimonialherrschaften bildete Ryšiny / Rischin ab 1850 mit den Ortsteilen Nový Dům und Pustověty eine Gemeinde im Bezirk Rakonitz und Gerichtsbezirk Pürglitz. Nach dem Tode des Karl Egon II. zu Fürstenberg erbte 1854 dessen zweitgeborener Sohn Max Egon I. den Fideikommiss Pürglitz. Zum Ende des 19. Jahrhunderts wurden alternativ Ryšiny bzw. Ryšin als tschechische Ortsnamen verwendet, 1924 wurde die Schreibweise Ryšín zur amtlichen erklärt. 1929 verkaufte die Familie Fürstenberg die Immobilien an den tschechoslowakischen Staat. Im Jahre 1932 lebten in Ryšín einschließlich Nový Dům und Pustověty 345 Personen. Nový Dům und Pustověty lösten sich 1950 los und bildeten eigene Gemeinden. Im Jahre 1959 entstand die Straße von Horní Chlum nach Ryšín. 1960 wurde Ryšín nach Chlum eingemeindet, mit diesem zusammen erfolgte am 1. Januar 1980 die Eingemeindung nach Pavlíkov. Im Jahre 1991 hatte das Dorf 82 Einwohner, beim Zensus von 2001 lebten in den 39 Wohnhäusern von Ryšín 75 Personen.

## Ortsgliederung
Zu Ryšín gehört die Einschicht Loučný Mlýn.

## Sehenswürdigkeiten
- Glockenturm auf dem Dorfplatz
- Nischenkapelle

## Söhne und Töchter des Ortes
- Karel Alois Polánek (1887–1953), Gründer des tschechischen Museums in Saaz